# Giovanni Ferdinando di Auersperg
Giovanni Ferdinando di Auersperg, II principe di Auersperg (Vienna, 29 settembre 1655 – Ziębice, 6 agosto 1705), fu principe di Auersperg dal 1677 fino alla sua morte.

## Biografia
Giovanni Weikhard era figlio del principe Giovanni Weikhard di Auersperg e di sua moglie, la contessa Maria Katharine von Losenberg.
Pur col padre caduto in disgrazia dopo le accuse di collaborazionismo con la Francia di Luigi XIV ed esiliato dalla corte, Giovanni Ferdinando seppe mantenere il proprio status ed alla morte del genitore nel 1677 iniziò subito a prendere saldamente le redini del governo della casata. Nel 1678 si sposò con la contessa Anna Maria von Herberstein (1660–1726), con la quale ebbe una figlia Maria Theresa von Auersperg (1686–1756), la quale sposerà in seguito il conte Georg Siegmund von Auersperg-Kirchberg.
Giovanni Ferdinando morì nel 1705 e, non avendo avuto figli maschi, venne succeduto da suo fratello minore Francesco Carlo di Auersperg.

## Albero genealogico
|                                                            |                                   |                                                                    | Genitori                               |  |  | Nonni |  |  | Bisnonni                                        |  |  | Trisnonni                                       |  |
|                                                            |                                   |                                                                    |                                        |  |  |       |  |  | Christoph II von Auersperg, barone di Auersperg |  |  | Herward VIII von Auersperg, barone di Auersperg |  |
|                                                            |                                   |                                                                    |                                        |  |  |       |  |  | Christoph II von Auersperg, barone di Auersperg |  |  | Herward VIII von Auersperg, barone di Auersperg |  |
|                                                            |                                   | Christiane Marie Regine von Spaur und Flavon                       |                                        |  |  |       |  |  | Christoph II von Auersperg, barone di Auersperg |  |  |                                                 |  |
| Dietrich II von Auersperg, conte di Auersperg              |                                   |                                                                    |                                        |  |  |       |  |  | Christoph II von Auersperg, barone di Auersperg |  |  |                                                 |  |
|                                                            |                                   | Anna von Maltzan                                                   | …                                      |  |  |       |  |  |                                                 |  |  |                                                 |  |
|                                                            |                                   | Anna von Maltzan                                                   | …                                      |  |  |       |  |  |                                                 |  |  |                                                 |  |
|                                                            |                                   | Anna von Maltzan                                                   | …                                      |  |  |       |  |  |                                                 |  |  |                                                 |  |
| Giovanni Weikhard di Auersperg, I principe di Auersperg    |                                   | Anna von Maltzan                                                   |                                        |  |  |       |  |  |                                                 |  |  |                                                 |  |
|                                                            |                                   | Cosmos Gall von Gallenstein                                        | …                                      |  |  |       |  |  |                                                 |  |  |                                                 |  |
|                                                            |                                   | Cosmos Gall von Gallenstein                                        | …                                      |  |  |       |  |  |                                                 |  |  |                                                 |  |
|                                                            |                                   | Cosmos Gall von Gallenstein                                        | …                                      |  |  |       |  |  |                                                 |  |  |                                                 |  |
| Sidonie Gall von Gallenstein                               |                                   | Cosmos Gall von Gallenstein                                        |                                        |  |  |       |  |  |                                                 |  |  |                                                 |  |
|                                                            |                                   | Felizitas Hofer von Tibein                                         | …                                      |  |  |       |  |  |                                                 |  |  |                                                 |  |
|                                                            |                                   | Felizitas Hofer von Tibein                                         | …                                      |  |  |       |  |  |                                                 |  |  |                                                 |  |
|                                                            |                                   | Felizitas Hofer von Tibein                                         | …                                      |  |  |       |  |  |                                                 |  |  |                                                 |  |
| Giovanni Ferdinando di Auersperg, II principe di Auersperg |                                   | Felizitas Hofer von Tibein                                         |                                        |  |  |       |  |  |                                                 |  |  |                                                 |  |
|                                                            | Johann Maximilian von Herberstein | Bernhardin von Herberstein                                         |                                        |  |  |       |  |  |                                                 |  |  |                                                 |  |
|                                                            | Johann Maximilian von Herberstein | Bernhardin von Herberstein                                         |                                        |  |  |       |  |  |                                                 |  |  |                                                 |  |
|                                                            | Johann Maximilian von Herberstein | Margaretha von Valmarana                                           |                                        |  |  |       |  |  |                                                 |  |  |                                                 |  |
| Johann Maximilian von Herberstein                          | Johann Maximilian von Herberstein |                                                                    |                                        |  |  |       |  |  |                                                 |  |  |                                                 |  |
|                                                            |                                   | Eleonora Katharina Breunner                                        | Hans Jakob Breunner                    |  |  |       |  |  |                                                 |  |  |                                                 |  |
|                                                            |                                   | Eleonora Katharina Breunner                                        | Hans Jakob Breunner                    |  |  |       |  |  |                                                 |  |  |                                                 |  |
|                                                            |                                   | Eleonora Katharina Breunner                                        | Renate Magdalena von Preysing          |  |  |       |  |  |                                                 |  |  |                                                 |  |
| Anna Maria von Herberstein                                 |                                   | Eleonora Katharina Breunner                                        |                                        |  |  |       |  |  |                                                 |  |  |                                                 |  |
|                                                            |                                   | Johann Sigismund von Thun und Hohenstein, conte di Thun-Hohenstein | Johann Cyprian von Thun und Hohenstein |  |  |       |  |  |                                                 |  |  |                                                 |  |
|                                                            |                                   | Johann Sigismund von Thun und Hohenstein, conte di Thun-Hohenstein | Johann Cyprian von Thun und Hohenstein |  |  |       |  |  |                                                 |  |  |                                                 |  |
|                                                            |                                   | Johann Sigismund von Thun und Hohenstein, conte di Thun-Hohenstein | Anna Maria von Preysing                |  |  |       |  |  |                                                 |  |  |                                                 |  |
| Anna Magdalena von Thun und Hohenstein                     |                                   | Johann Sigismund von Thun und Hohenstein, conte di Thun-Hohenstein |                                        |  |  |       |  |  |                                                 |  |  |                                                 |  |
|                                                            |                                   | Anna Margareta von Wolkenstein                                     | Marcus Oswald von Wolkenstein          |  |  |       |  |  |                                                 |  |  |                                                 |  |
|                                                            |                                   | Anna Margareta von Wolkenstein                                     | Marcus Oswald von Wolkenstein          |  |  |       |  |  |                                                 |  |  |                                                 |  |
|                                                            |                                   | Anna Margareta von Wolkenstein                                     | Anna Maria Khuen von Belasi            |  |  |       |  |  |                                                 |  |  |                                                 |  |
|                                                            |                                   | Anna Margareta von Wolkenstein                                     |                                        |  |  |       |  |  |                                                 |  |  |                                                 |  |